# Sistema tancat

Esquema que representa les parts d'un sistema físic, el sistema serà tancat si la frontera no permet cap tipus d'interacció amb l'entorn.

Un sistema tancat és un sistema físic (o químic) que no interacciona amb altres agents físics situats fora d'ell i, per tant, no està connectat casualment ni correlacionalment amb res extern a ell.
Una propietat important dels sistemes tancats és que les equacions d'evolució temporal, anomenades equacions del moviment d'aquest sistema només depenen de variables i factors contingudes en el sistema. Per a un sistema d'aquest tipus per exemple l'elecció de l'origen de temps és arbitrària i, per tant, les equacions d'evolució temporal són invariants respecte a les translacions temporals. Això últim implica que l'energia total d'aquest sistema es conserva, de fet, un sistema tancat en estar aïllat no pot intercanviar energia amb res extern a ell.
L'univers sencer considerat com un tot és probablement l'únic sistema realment tancat, però, a la pràctica molts sistemes no completament aïllats poden estudiar-se com sistemes tancats amb un grau d'aproximació molt bo o gairebé perfecte.

## Sistema tancat en termodinàmica
A vegades en termodinàmica es distingeix entre sistema obert i sistema tancat. Un sistema obert seria un que pot intercanviar matèria i energia amb l'exterior, mentre que un sistema tancat és un sistema que no pot intercanviar matèria amb l'exterior però sí intercanviar energia. També un sistema es considera aïllat quan aquest no intercanvia ni matèria ni energia amb l'exterior. Fora dels exemples termodinàmics els conceptes sistema tancat i sistema aïllat són usats indiferentment. Un exemple de sistema aïllat, per exemple, és un termo, ja que en estar hermèticament tancat no té un intercanvi de cap tipus amb el medi. Físicament parlant aquest sistema no es veu afectat pel medi però el si pot generar: calor, matèria i diferents magnituds que afectarien al medi.